# Lijst van nationale parken in Egypte
Hieronder volgt een lijst van nationale parken in Egypte. Behalve de nationale parken zijn er ook nog andere beschermde gebieden of protectorates (Abu Galum, Wadi Degla, Wadi Alaqi,..).
| Nationaal park                      | Stichtingsjaar | Oppervlakte (km2) | Foto |
| ----------------------------------- | -------------- | ----------------- | ---- |
| Nationaal park Ras Mohammed         | 1983           | 480               |      |
| Nationaal park Wadi El Gamal-Hamata | 2003           | 7450              |      |
| Nationaal park El Gelf-El Keber     | 2007           | 48523             |      |
| Nationaal park Elba                 | 1986           | 35600             |      |